# Heterophleps clarivenata
Heterophleps clarivenata là một loài bướm đêm trong họ Geometridae.